# Antalis (Unternehmen)
Antalis ist ein französischer Großhändler für Papier, Verpackungen und visuelle Kommunikationsmittel mit Sitz in Boulogne-Billancourt in Frankreich. Antalis ist eine Tochtergesellschaft der börsennotierten japanischen Kokusai Pulp & Paper Group, die an der Tokyo Stock Exchange gelistet ist.
In Europa und Lateinamerika ist Antalis der führende B2B-Distributor von Produkten und Dienstleistungen in den Bereichen Papier und Industrieverpackungen sowie die Nummer zwei im Vertrieb von Medien der visuellen Kommunikation. Mit einem weltweit ausgewiesenen Umsatz von 2,1 Milliarden Euro, 4.000 Mitarbeitern, 103 Distributionszentren und über 11.000 täglichen Lieferungen in 2019 ist Antalis in 31 Ländern aktiv.
Auf dem deutschsprachigen Gebiet agiert Antalis durch die Antalis GmbH in Frechen, die Antalis Austria GmbH in Wien und die Antalis AG in Lupfig in der Schweiz.

## Produkte
Das Unternehmen ist in 31 Ländern in Europa und Südamerika tätig in den vier Geschäftsbereichen Druck, Büro, visuelle Kommunikation und Verpackungen mit Papier, Kartonagen, und Kunststoffprodukten.

## Tochterunternehmen in Deutschland

### Antalis GmbH
Die Antalis GmbH unterhält in Deutschland fünf Niederlassungen und beschäftigt bundesweit 210 Mitarbeiter. Täglich werden etwa 1.500 Aufträge ausgeführt. Darüber hinaus ist die Antalis GmbH im Bereich Industrial Packaging mit dem Tochterunternehmen Antalis Verpackungen GmbH und im LFP-Hardwarebereich mit der Antalis Macron GmbH vertreten.

### Antalis Verpackungen
Seit 1. Oktober 2011 firmiert die Brangs + Heinrich mit Sitz in Leinfelden-Echterdingen unter Antalis Verpackungen. Hintergrund der Umfirmierung ist das Wachstum des Geschäftsbereichs Verpackungen.
Das 2004 von der Antalis-Gruppe übernommene Unternehmen besitzt Niederlassungen in Landshut bei München, Nürnberg, Löbichau bei Gera, Berlin, Hamburg, Köln, Liederbach am Taunus, Lahr/Schwarzwald und Holzwickede bei Dortmund. Antalis Verpackungen ist Teil der Antalis Packaging Business Unit, die mit Standorten in 14 europäischen Ländern zu den größten Verpackungshandelsorganisationen in Europa gehört. Masterline ist eine Marke von Antalis Verpackungen, unter der Verpackungsmaterial und -maschinen vermarktet werden.
Antalis Verpackungen liefert Verpackungsmaterial, Verpackungsmaschinen, Verpackungslösungen und bietet Verpackungsdienstleistungen.

### PACK 2000
Die PACK 2000 Verpackungssysteme GmbH aus Landshut wurde zum 1. März 2012 von der Antalis-Gruppe übernommen. Das Unternehmen entwickelt maßgeschneiderte Schutz- und Komplettverpackungen und erweitert damit den Geschäftsbereich Verpackungen von Antalis.

### Antalis Macron GmbH
Die Antalis Macron GmbH gehört seit dem 1. Januar 2011 zur Antalis GmbH und besitzt drei Standorte in Frechen, Hamburg und Berlin. Macron bietet Produkte für die visuelle Kommunikation (Large Format Printing) und ist als Preferred Gold Partner von Hewlett-Packard Lieferant für LFP-Medien bis zu einer Maschinenbreite von fünf Metern. Das Produktspektrum umfasst ca. 600 Artikel wie Papier, Folien, Textilien und Spezialitäten für In- und Outdooranwendungen. Zudem umfasst das Sortiment auch Tinten, Druckköpfe und Zubehör für den Bereich Large Format Printing sowie Display- und Bannersysteme.